# جند حسین
روستای جند حسین از روستاهای شهرستان ابهر است. این روستا متروک است.

## تصویرهایی از جند حسین

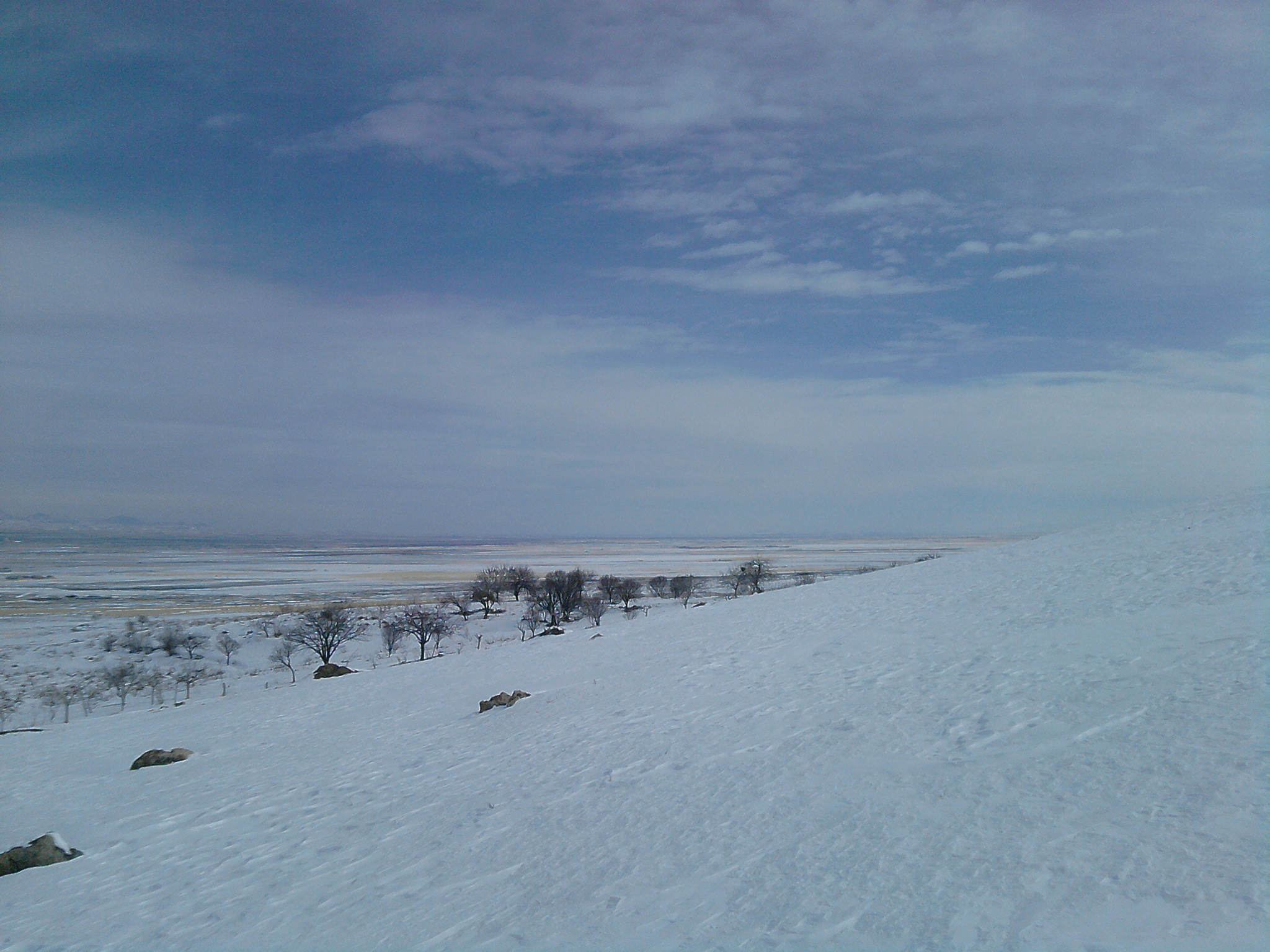
حوالی روستای متروکه جند حسین
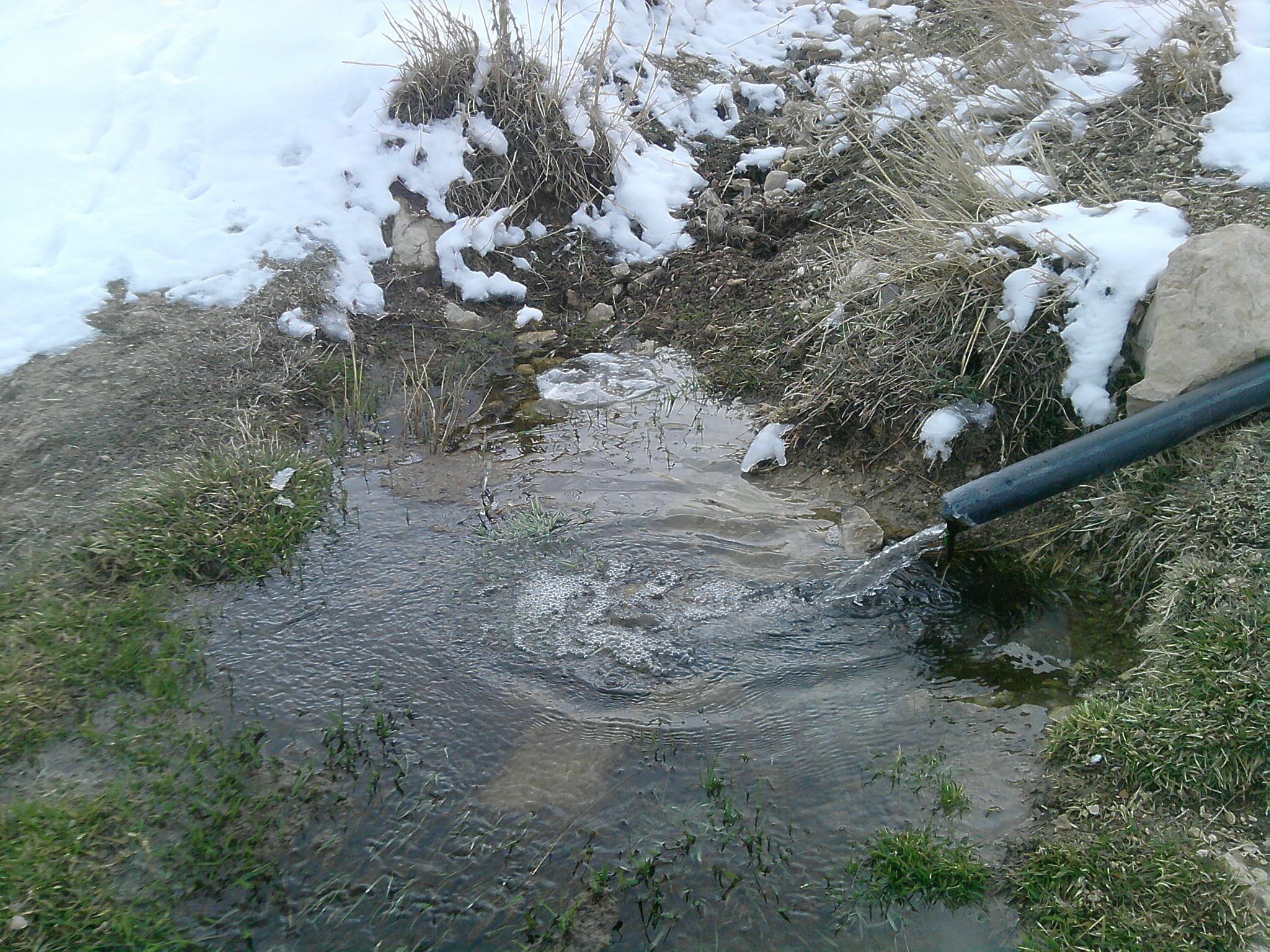
حوالی روستای متروکه جند حسین
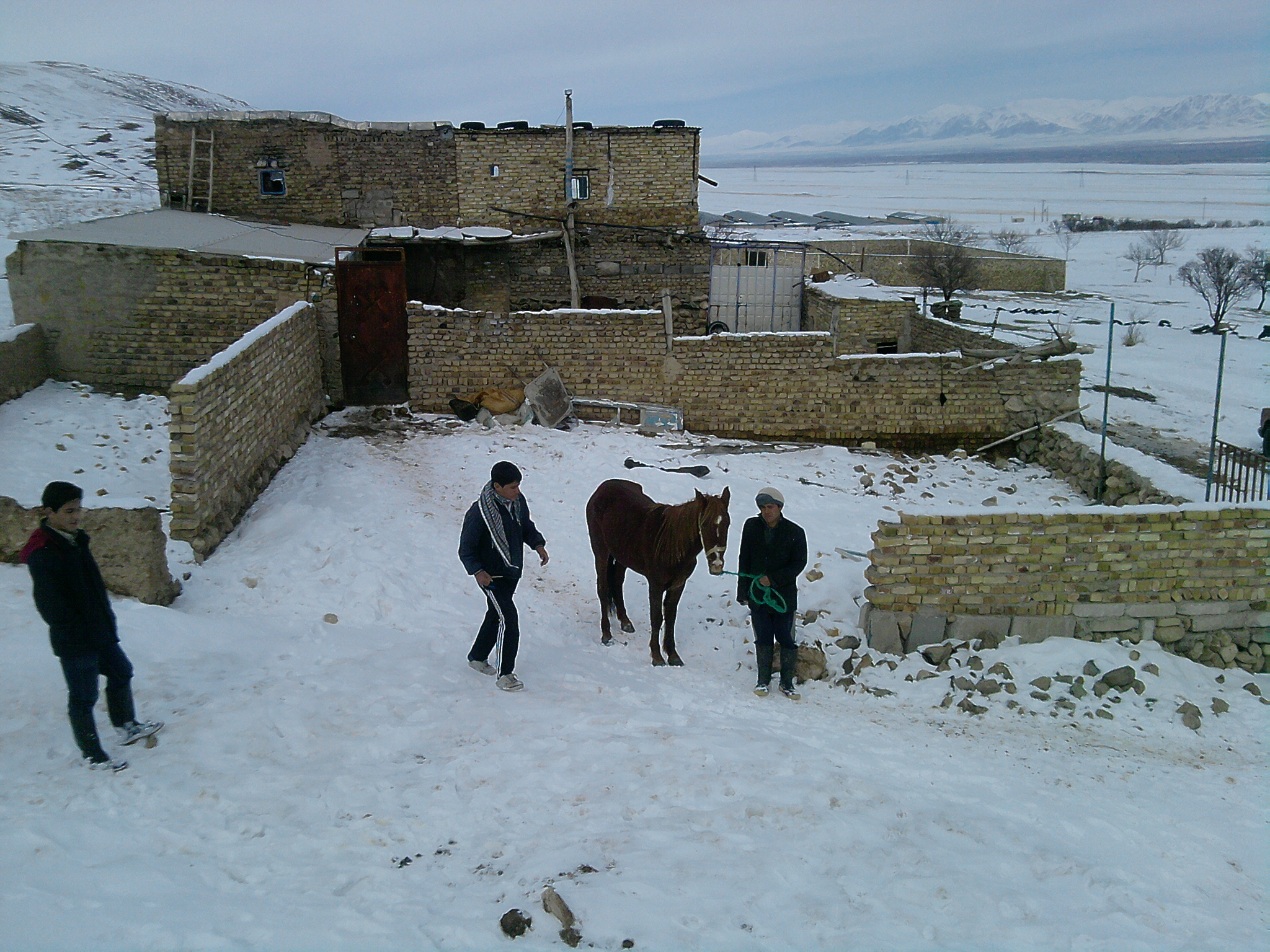
دامداری واقع در روستای جند حسین
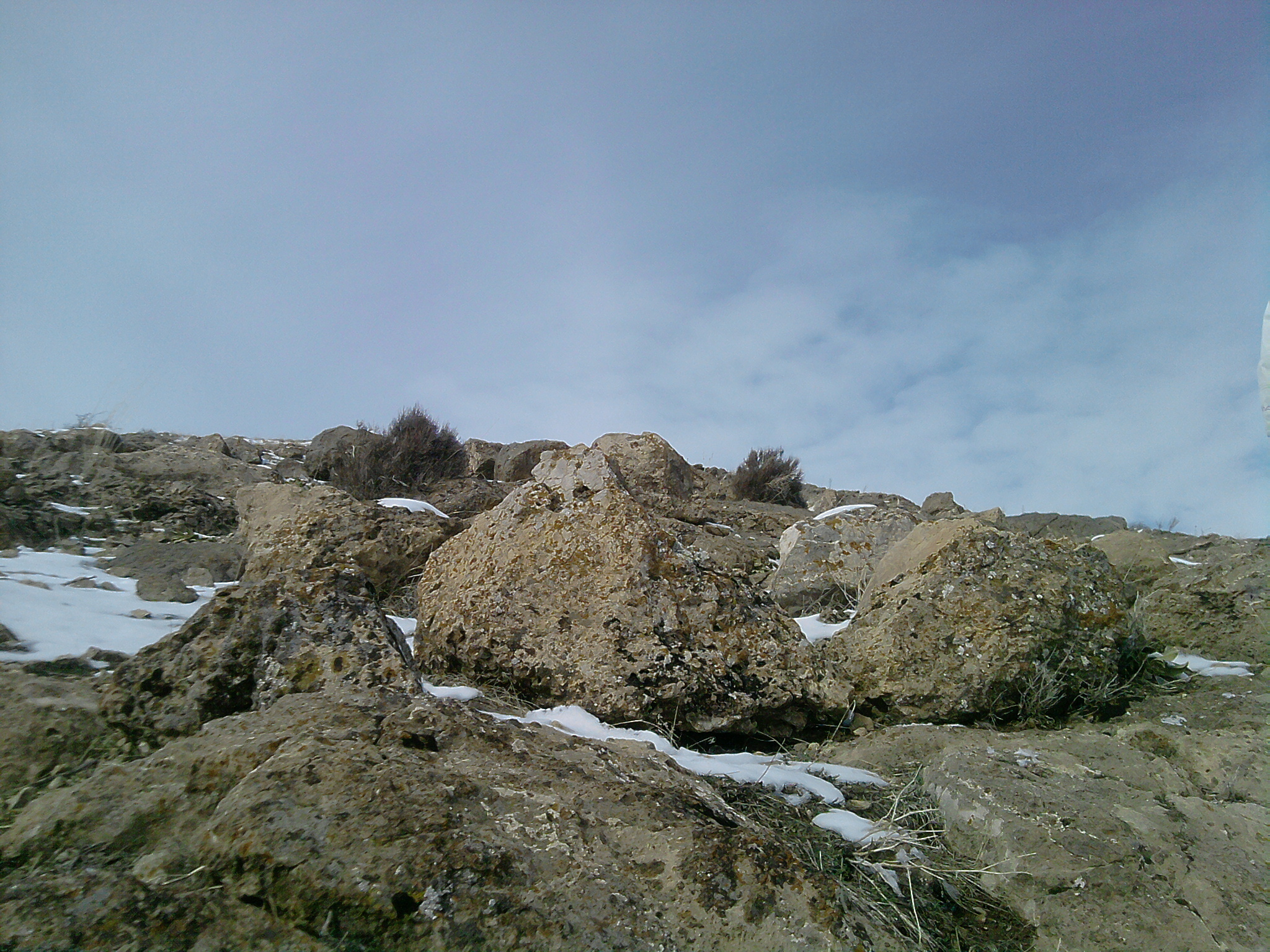
تخته سنگ‌های قلعه تپه در روستای متروکه جند حسین
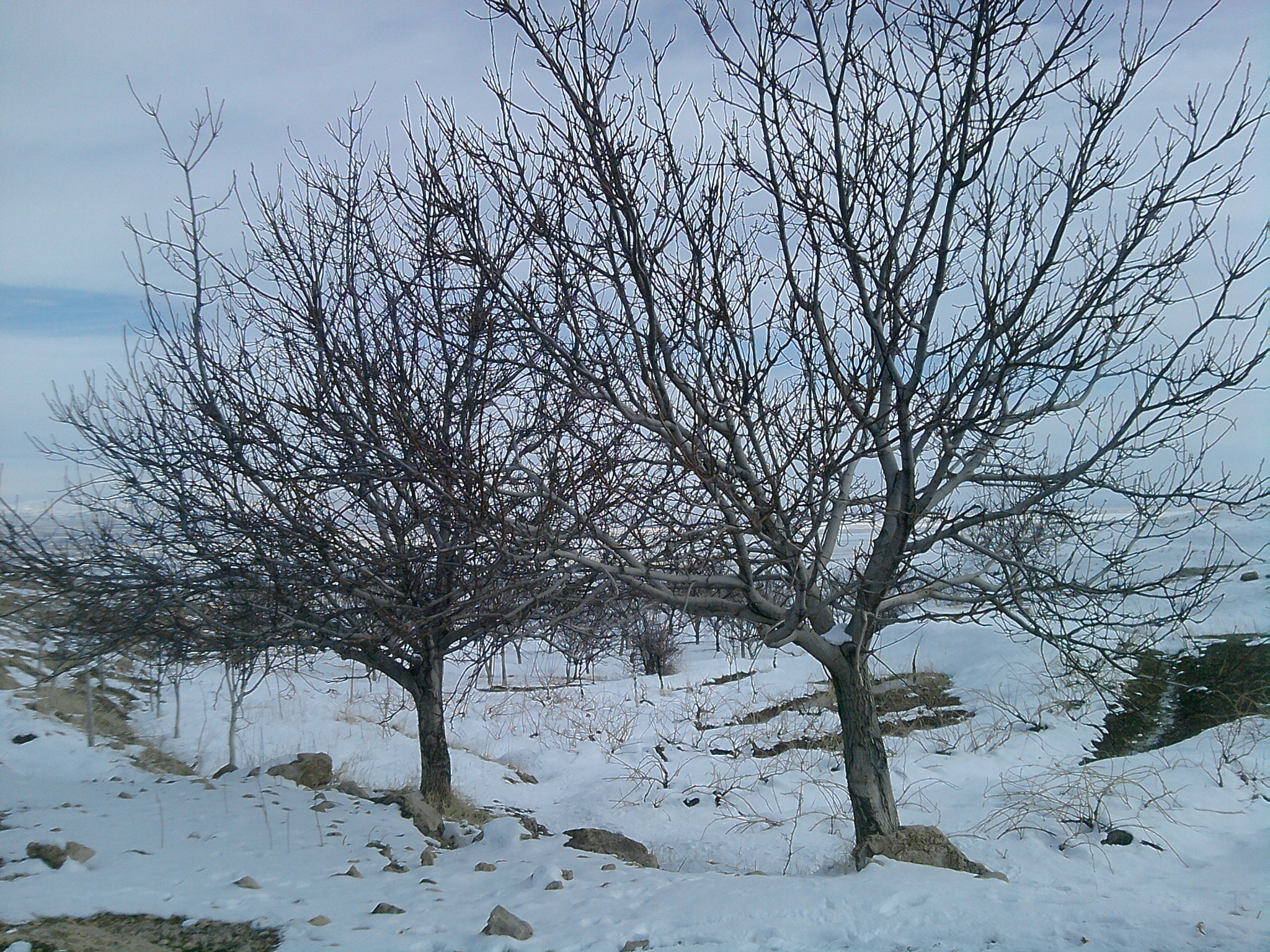
درختان گردو در روستای متروکه جند حسین
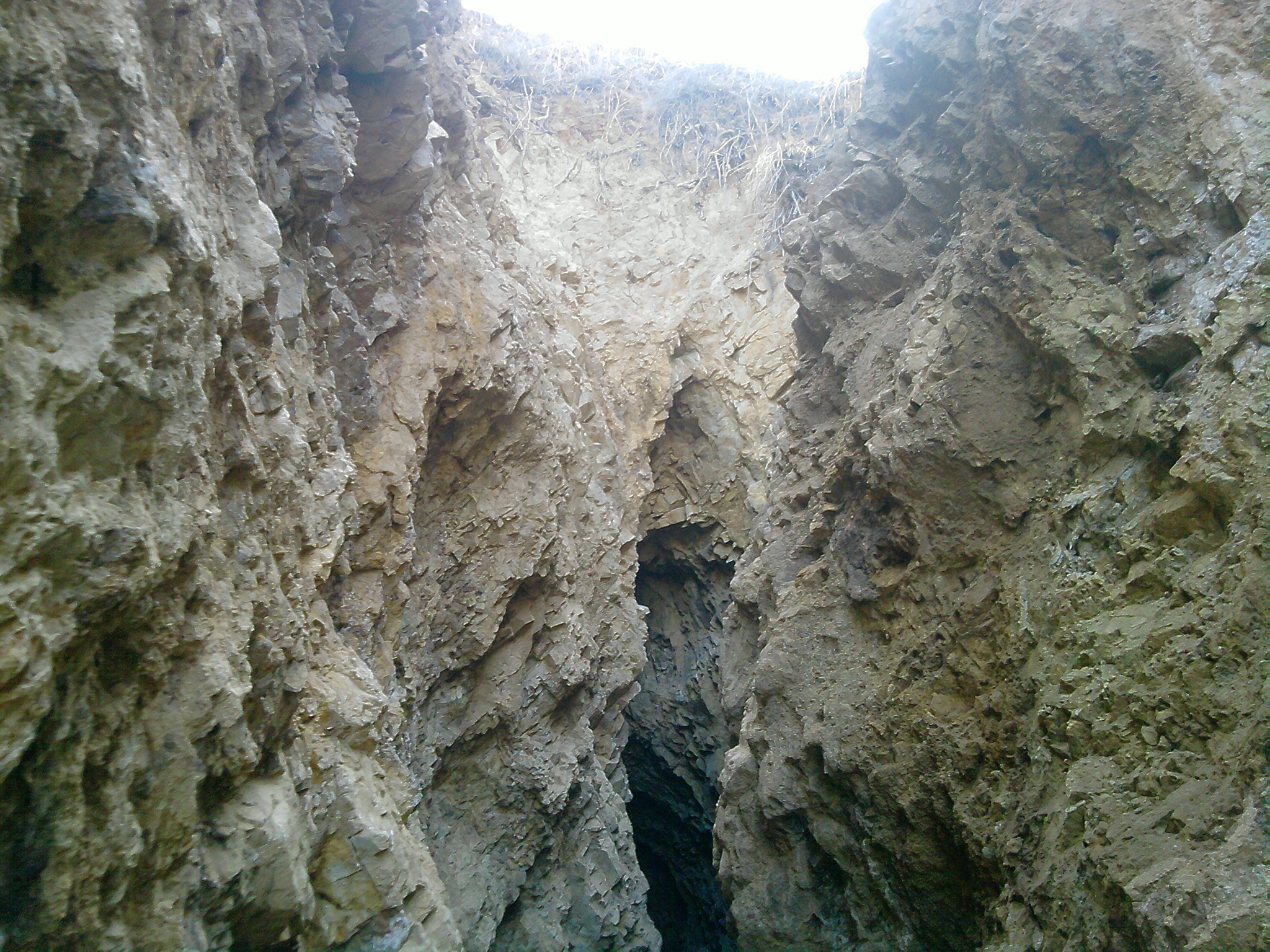
یک قنات واقع در روستای جند حسین